# Centro de Estudios Locales de l'Eliana
El Centro de Estudios Locales de Eliana es una asociación sociocultural sin ánimo de lucro dedicada a la promoción del patrimonio de la Eliana (Campo de Turia).
Organiza varios eventos en defensa del patrimonio y de carácter cultural, como la Noche de San Elías, una cena popular donde se otorgan los galardones de la entidad a los vecinos y entidades de la localidad que han destacado en la promoción de los valores que la asociación defiende. Cada año, este acto se realza con las actuaciones de destacados músicos y cantantes valencianos. Otro de los destacados eventos es la Semana de las Letras Valencianas, que se celebra alrededor del 20 de noviembre, y en la cual se rinde homenaje al escritor valenciano del año, designado por la Academia Valenciana de la Lengua. Durante esta semana, se llevan a cabo exposiciones, conferencias y lecturas de poemas que enriquecen el patrimonio literario de la región.
Además, se organiza el Acto por la Paz, un sentido homenaje a los elianeros desaparecidos durante la guerra civil y a todas las víctimas de conflictos bélicos, que tiene lugar en el cementerio municipal cada uno de noviembre. Estas iniciativas contribuyen significativamente a la preservación y promoción del patrimonio y la cultura local, enriqueciendo la vida de la comunidad y fomentando la identidad valenciana..
Desde su fundación, el CEL ha organizado semanas culturales, como por ejemplo, Cuatrocientos años de la expulsión: 1609-2009. Homenaje a la población morisca del Camp de Túria  (mayo de 2010) o Raimon a la Eliana  (enero de 2011). También Ovidi Montllor. 20 años de vacaciones  (enero 2016) y La pelota valenciana en l'Eliana (febrero de 2016), dentro del Mes de la pelota valenciana  organizado por el ayuntamiento de l'Eliana.
El CEL ha recibido galardones como el Premio Jaume I del Campo de Turia, otorgado por el Casal del Campo de Turia y el premio Ciudadanía 2016, en la categoría de Cultura, otorgado por el Ayuntamiento de Eliana.